# Annie Speirs
Pour les articles homonymes, voir Speirs.
Annie Coupe Speirs, née le 14 juillet 1889 à Liverpool et morte le 26 octobre 1926 à Liverpool, est une nageuse britannique.

## Biographie
Aux Jeux olympiques d'été de 1912 à Stockholm, Annie Speirs remporte la médaille d'or du relais 4x100 mètres nage libre avec Jennie Fletcher, Isabella Moore et Irene Steer. Elle termine aussi cinquième de la finale du 100 mètres nage libre.